# Зайдель, Элла
Элла Зайдель (нем. Ella Seidel; род. 14 февраля 2005, Гамбург) — немецкая теннисистка; победительница шести турниров ITF (пять — в одиночном разряде). Финалистка одного юниорского турнира Большого шлема в парном разряде (Открытый чемпионат США-2022).

## Спортивная карьера
До 2023-го года Элла много и результативно играла юниорские турниры, добравшись до девятнадцатой строчки рейтинга среди старших юниоров. В личных турнирах в этот период на её счету четвертьфинал Уимблдона-2022 в одиночном разряде и финал Открытого чемпионата США того же года в парах.
C 2021-го года Зайдель играет соревнования протура. В 2022-м была одержана первая победа в матче против действующего игрока Top200: в феврале в Альтенкирхене удалось справиться с Иленой Ин-Альбон. В июле немка дебютировала на соревнованиях WTA: в квалификации домашнего турнира в Гамбурге, а через год там же впервые сыграла в основе турниров подобного уровня. В мае 2023-го года Элла добилась первого финала на взрослых турнирах: из квалификации пройдя в титульный матч в Загребе. В октябре Зайдель впервые вошла в Top200 взрослого рейтинга, а в январе дебютировала в квалификации турниров Большого шлема: в Мельбурне — и сходу вышла в основную сетку. Следом: на турнире в Линце — немка впервые обыграла игрока Top100: справившись с Магдаленой Френх. В июле Элла вышла сразу в два четвертьфинала турниров WTA 250: Будапеште и Праге.
2025-й год немка начала с четвертьфинала в Клуж-Напоке и полуфинала на 75-тысячнике в Праге.

## Итоговое место в рейтинге WTA по годам
| Год  | Одиночный рейтинг | Парный рейтинг |
| 2024 | 138               | 228            |
| 2023 | 195               | 360            |
| 2022 | 585               | 382            |

## Выступления на турнирах

### Финалы турнировWTA 125иITFв одиночном разряде (7)

#### Победы (5)
| Призовые    | Титулы по годам | Титулы по годам | Титулы по годам |
| ----------- | --------------- | --------------- | --------------- |
| Призовые    | до 2023         | с 2024          |                 |
| 125.000 USD | 0+0             | 0+0             |                 |
| 100.000 USD | 0+0             | 0+0             |                 |
| 80.000 USD  | 0+0             | -               |                 |
| 75.000 USD  | -               | 1+0             |                 |
| 60.000 USD  | 1+0             | -               |                 |
| 50.000 USD  | -               | 0+0             |                 |
| 40.000 USD  | 0+0             | -               |                 |
| 35.000 USD  | -               | 1+0             |                 |
| 25.000 USD  | 2+1             | 0+0             |                 |
| 15.000 USD  | 0+0             | -               |                 |

| Титулы по покрытиям | Титулы по месту проведения матчей турнира |
| ------------------- | ----------------------------------------- |
| Хард (1)            | Зал (1)                                   |
| Грунт (4+1)         | Зал (1)                                   |
| Трава (0)           | Открытый воздух (4+1)                     |
| Ковёр (0)           | Открытый воздух (4+1)                     |

| №  | Дата             | Турнир               | Покрытие   | Соперница в финале | Счёт       |
| 1. | 9 июля 2023      | Штутгарт, Германия   | Грунт      | Юлия Миддендорф    | 6-3 6-1    |
| 2. | 27 августа 2023  | Брауншвейг, Германия | Грунт      | Юлия Миддендорф    | 7-6(4) 6-3 |
| 3. | 5 ноября 2023    | Братислава, Словакия | Хард (зал) | Софья Лансере      | 6-4 7-6(4) |
| 4. | 7 июля 2024      | Брауншвейг, Германия | Грунт      | Кристина Дину      | 6-4 6-3    |
| 5. | 22 сентября 2024 | Пазарджик, Болгария  | Грунт      | Каролина Вернер    | 6-1 6-4    |

#### Поражения (2)
| №  | Дата            | Турнир            | Покрытие   | Соперница в финале | Счёт           |
| 1. | 14 мая 2023     | Загреб, Хорватия  | Грунт      | Жаклин Кристиан    | 1-6 6-3 6-7(0) |
| 2. | 22 октября 2023 | Гамбург, Германия | Хард (зал) | Юлия Авдеева       | 4-6 6-7(2)     |

### Финалы турнировWTA 125иITFв парном разряде (2)

#### Победы (1)
| №  | Дата            | Турнир            | Покрытие | Партнёрша       | Соперницы в финале     | Счёт    |
| 1. | 14 августа 2022 | Лейпциг, Германия | Грунт    | Нома Ноа-Акугуэ | Теа Лукич Йоэлла Штойр | 6-0 7-5 |

#### Поражения (1)
| №  | Дата        | Турнир       | Покрытие | Партнёрша       | Соперницы в финале             | Счёт           |
| 1. | 12 мая 2024 | Прага, Чехия | Грунт    | Нома Ноа-Акугуэ | Джейми Форлис Доминика Шалкова | 7-5 5-7 [4-10] |